# 존 놀란
존 놀란(John Nolan, 1933년 4월 30일 ~ 2000년 4월 7일)은 미국의 배우, 텔레비전 배우이다.
뉴욕에서 태어났으며 할리우드에서 사망하였다.

## 방송
- 퍼슨 오브 인터레스트 4
- 퍼슨 오브 인터레스트 3
- 퍼슨 오브 인터레스트 2

## 영화
- 배트맨 비긴즈 (2005년)
- 미행 (1998년)